# Sally Gregory Kohlstedt
Sally Gregory Kohlstedt (nascida em 1943) é uma historiadora da ciência norte-americana. É professora do Departamento de Ciências da Terra e do Programa de História da Ciência e Tecnologia da Universidade de Minnesota. Kohlstedt serviu como presidente da Sociedade de História da Ciência de 1992 a 1993. Os seus interesses de investigação centram-se na história da ciência na cultura americana e na demografia da prática científica em instituições como museus e instituições educativas, incluindo a participação de género.

## Prémios
- 2018, Medalha Sarton pelo desempenho académico vitalício da Sociedade de História da Ciência;[4]
- 2015, Prémio Joseph H. Hazen Education por excelência em educação da History of Science Society;[5]
- 2013, Prémio Margaret W. Rossiter de História das Mulheres na Ciência para o Melhor Livro sobre a História das Mulheres, da History of Science Society.[6]